# Küstenbrigade

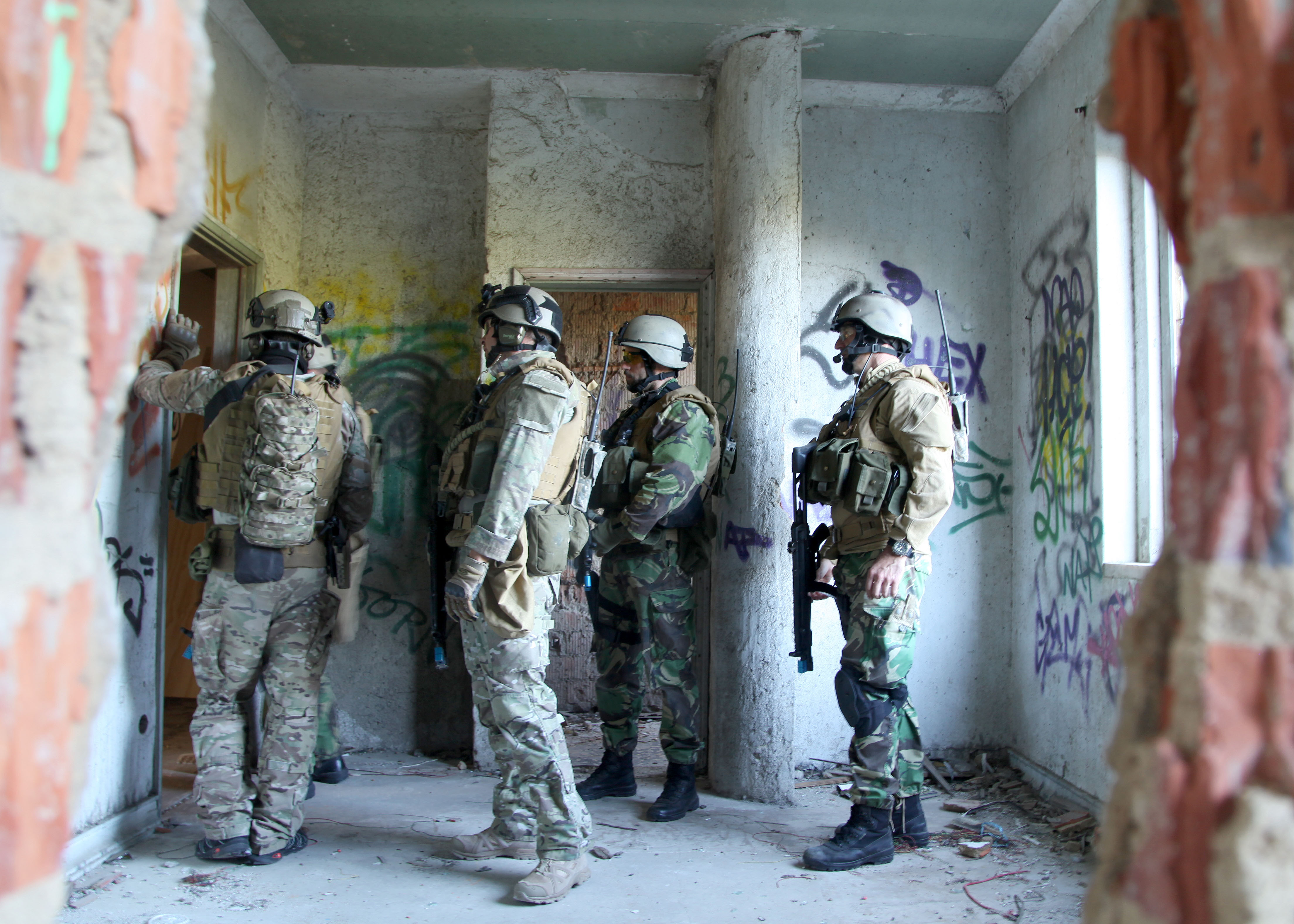
Soldaten der ETO, als Teil der Küstenbrigade, bei einem Manöver

Die Küstenbrigade  (finnisch Rannikkoprikaati, schwedisch Kustbrigaden) ist eine Brigade der Finnischen Marine. Stationiert ist die Einheit in der Upinniemi Kaserne in der Ortschaft Kirkkonummi. Derzeitiger Kommandeur ist der Brigadegeneral Marko Laaksonen
Neben dem Hauptquartier unterstehen der Brigade derzeit folgende Einheiten:
- Suomenlinnan rannikkorykmentin (Küstenregiment Suomenlinna)
  - Anti-Schiff-Raketenbatterie
  - Fernmeldekompanie
  - Küstenkompanie
  - Küstenartilleriekompanie
  - Zugführerschule
- Porkkalan rannikkopataljoona (Küstenbataillon Porkkala)
  - Unterstützungskompanie
  - Transportkompanie
  - Militärpolizeikompanie
  - Materialzentrum
- Meritiedustelupataljoonan (Seeaufklärungsbataillon)
  - Kampftaucherschule (für Minentaucher und Kampfschwimmer)
  - Spezialoperationenabteilung
  - Seeaufklärungskompanie

Außerdem ist die Spezialeinheit Erikoistoimintaosasto (ETO) Teil der Küstenbrigade.